# Il Post
il Post è un quotidiano online italiano, fondato nel 2010 da Luca Sofri ed edito dall'omonima società a responsabilità limitata.

## Caratteristiche
La testata si è ispirata, nell'approccio, alla capacità di aggregazione e confezione di contenuti esistenti sfruttata in alcuni progetti americani come l'Huffington Post. Sofri ha presentato il progetto come «per metà aggregatore, per metà editore di blog». Col passare degli anni, la produzione propria di contenuti informativi ha superato la componente terza (blog e aggregatore), rendendo il Post un vero e proprio quotidiano online. 
Fatti salvi casi specifici, gli articoli de il Post non sono firmati, intendendo così significare che essi non rispecchiano la visione di un singolo autore, ma di tutta la redazione. Il quotidiano inoltre non pubblica interviste, se non all’interno dei podcast.

## Storia

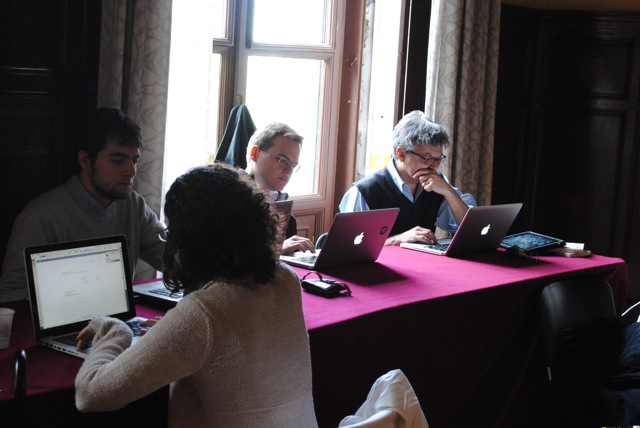
Parte della redazione al Festival Internazionale del Giornalismo di Perugia nel 2011.

I primi cinque giornalisti furono selezionati da Luca Sofri attraverso un annuncio pubblico sul suo blog, wittgenstein.it.
Oltre ai contenuti prodotti dalla redazione, sono apparsi contributi da Massimo Mantellini, Filippo Facci, Ivan Scalfarotto, Giuseppe Civati, Simona Siri, Antonio Dini. La testata ha ospitato anche i blog di alcuni illustratori e vignettisti, tra cui Makkox, Gipi o Stefano Tartarotti. Nel 2010 il Post ha vinto la terza edizione del Premio Ischia Social Network per l'informazione online, assegnato nel corso del Premio Ischia internazionale di giornalismo.
Nel 2012 e 2013 ha pubblicato ogni giorno le strisce a fumetti dei Peanuts; precedentemente aveva pubblicato anche le strisce di Doonesbury.
Nel maggio 2013, a seguito di una ricapitalizzazione per far fronte alle perdite della società editrice Il Post SrL, la presidenza del CdA è passata a Paolo Ainio, amministratore delegato di Banzai S.p.A., che rileva la maggioranza relativa del capitale. In questo periodo, il Post comincia a occuparsi dell'organizzazione del Festival di libri e altrecose di Pescara, sotto la direzione artistica di Sofri. Nel 2016 Paolo Ainio cede a Mondadori i portali Banzai; il Post prosegue autonomamente il proprio percorso, chiudendo ogni rapporto con Banzai.
Nel 2021, in collaborazione con l'editore Iperborea, viene lanciata la rivista cartacea Cose spiegate bene. Nello stesso anno viene potenziata l'offerta dei podcast, anche tramite app. Successivamente vengono aggiunte le newsletter.
Nel 2025, Francesco Costa subentra a Luca Sofri come direttore responsabile, con Sofri che rimane nella redazione come direttore editoriale.

## Direttori
- Luca Sofri (2010-2025)
- Francesco Costa (2025-)